# إصبع مطرقية
الإصبع المِطرَقية(1) هي إصابةٌ في وتر العضلة الباسطة عند أبعد مفصلٍ للإصبع. يُسبب ذلك عدم القدرة على بَسط (أو مَد) طرف الإصبع دون دفعه. يكون هُناك عمومًا ألمٌ وكدماتٍ في الجانب الخلفي من أبعد مفصلٍ للإصبع.
يحدثُ الإصبع المطرقية عادةً بسبب فرط انثناءٍ لطرف الإصبع. عادةً ما يحدث هذا عندما تضرب كرة إصبعًا ممدودًا وتضغط عليه. حيثُ ينتجُ عن ذلك إما تمزقٌ في الوتر أو قلعٌ للوتر قليلًا من العظم. يعتمد التشخيص عمومًا على الأعراض ويُدعم بالأشعة السينية.
يكون العلاج عمومًا باستعمال جبيرةٍ تثبت الإصبع باستمرار لمدة 8 أسابيع. يجب أن يبدأ التثبيت هذا في غضون أسبوعٍ من الإصابة. إذا كان الإصبع منحنيًا خلال هذه الأسابيع، فقد يستغرق الشفاء وقتًا أطول. إذا كان هُناك تمزقٌ في جزءٍ كبيرٍ من العظم، فقد يوصى بإجراء عمليةٍ جراحية. قد يحدث تشوهٌ دائمٌ في الإصبع، إذا لم يكون هناك علاجٌ مُناسب.

## التشخيص
يعتمدُ التشخيص عمومًا على الأعراض ويُدَعم بواسطة التصوير بالأشعة السينية. قد تترافق الإصابة مع حدوث تورمٍ ورضة.

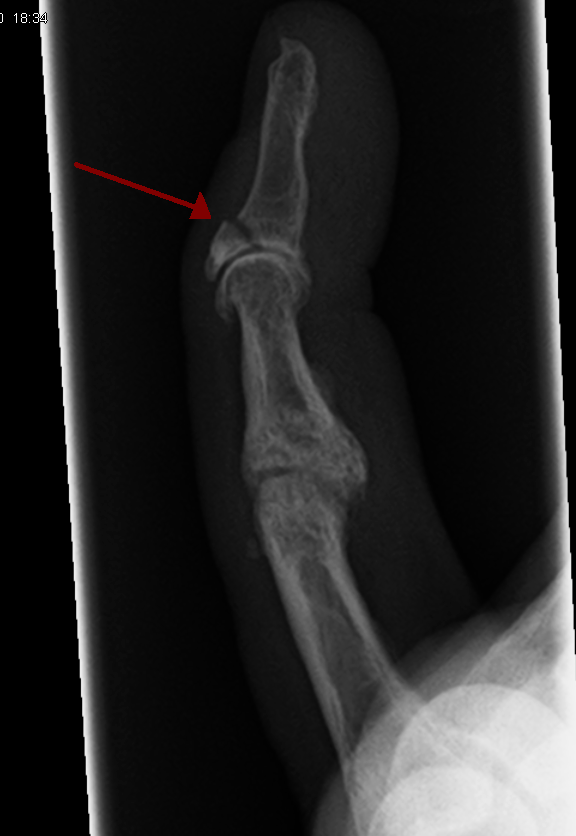
صورةُ بالأشعة السينية تُظهر كسرًا عند مغرس وتر العضلة الباسطة
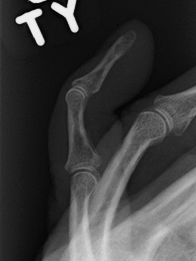
إصبعٌ مطرقية دون كسرٍ مُرافق

## العلاج
يهدُف التعامل مع الحالة إلى استعادة إمكانية بسط (أو مد) المفصل. يكون العلاج عمومًا بجبيرةٍ تُثبت الإصبع باستمرارٍ لمدة 8 أسابيع، كما يجب أن يبدأ العلاج في غضون أسبوعٍ من الإصابة. يُمكن ارتداء الجبيرة في الليل لعدة أسابيع إضافية. تعملُ الجبيرة على تثبيت إمكانية ثني المفصل.
لا تُحسن الجراحة من النتائج، ولكنها قد تكون مطلوبةً إذا لم يكن بالإمكان تقويم الإصبع بالضغط عليه أو إذا كان الكسر قد اقتلع أكثر من 30% من سطح المفصل. قد تكون الجراحة مفضلةً على استخدام الجبيرة إذا كان المصاب طفلًا وغير مُتعاونٍ. قد تكون هناك حاجةٌ لعمليةٍ جراحية إذا كانت المشكلة موجودةً منذ مدةٍ طويلة، أو إذا كان هناك كسرٌ مفتوحٌ. تعتمدُ الجراحة على وضع الإصبع في موضعٍ مُتعادل وحفر سلكٍ عبر المفصل القاصي بين السلاميات (DIP) إلى المفصل الداني بين السلاميات (PIP)، مما يجعل التثبيت إجبارًا.

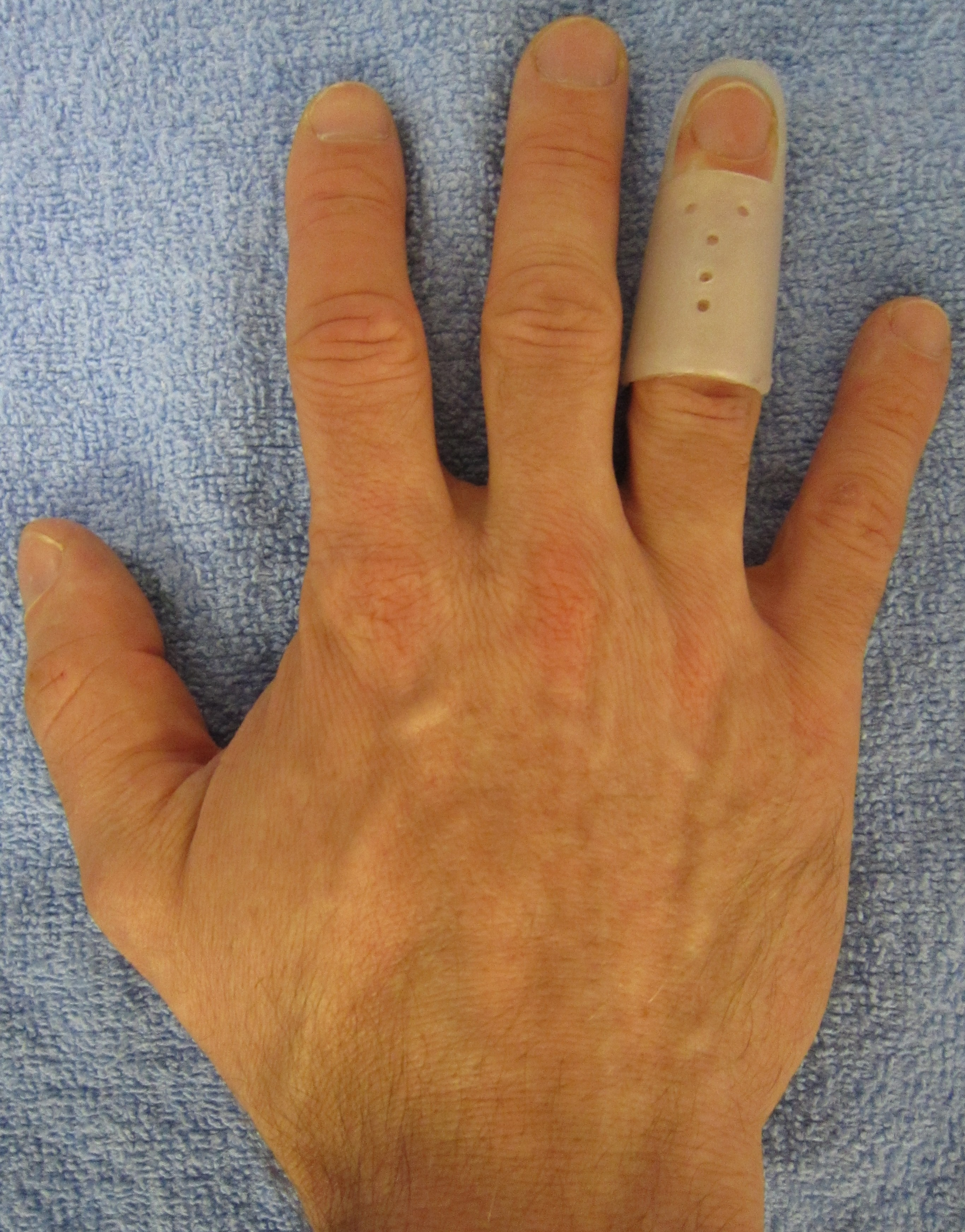
مثالٌ على جبيرةٍ لإصبع مطرقية
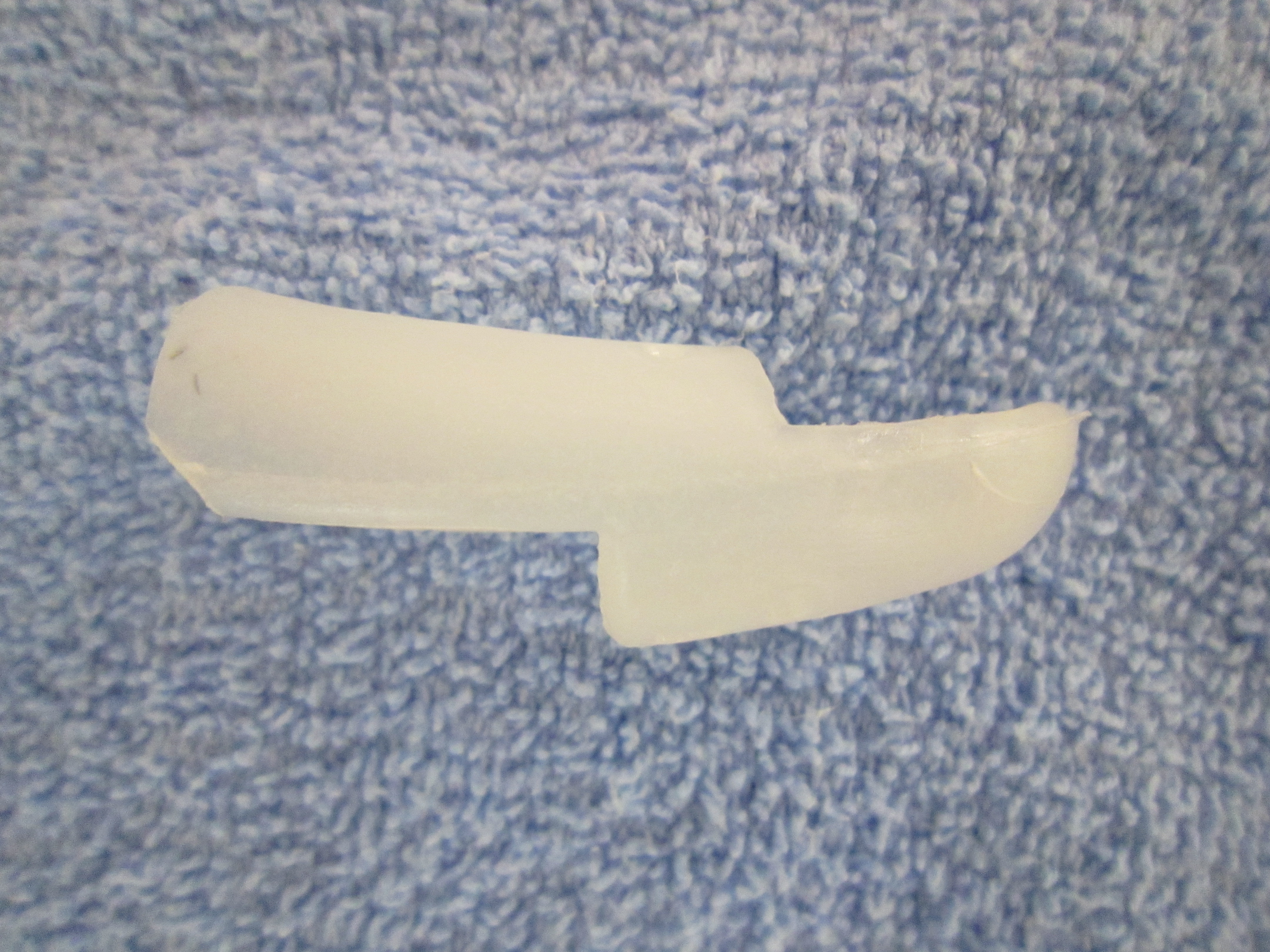
مشهدٌ جانبي لجبيرةٍ لإصبع مطرقية

## الهوامش
1. إِصْبَع مِطْرَقِيَّة (بالإنجليزية: Mallet finger) أو (بالإنجليزية: hammer finger)‏،‏ ويُسمى أيضًا
إِصْبَعُ البِيسبول (بالإنجليزية: baseball finger)‏ أو إصابةُ وتر العضلة الباسطة عند المفصل القاصي بين السلاميات.

### باللغة الإنجليزية
1. 1 2 3 4 5 6 7 8 9 10 11 12 13 14 15 16 17 18 19 20  "Mallet Finger (Baseball Finger)". OrthoInfo - AAOS. مارس 2015. مؤرشف من الأصل في 2017-10-23. اطلع عليه بتاريخ 2017-10-15.
2. 1 2 3 4 5 6  Leggit، JC؛ Meko، CJ (1 مارس 2006). "Acute finger injuries: part I. Tendons and ligaments". American Family Physician. ج. 73 ع. 5: 810–6. PMID:16529088.
3. ↑  Buttaravoli، Philip (2012). "Extensor Tendon Avulsion—Distal Phalanx: (Baseball or Mallet Finger)". Minor Emergencies (Third Edition). Saunders. ص. 415–418. DOI:10.1016/B978-0-323-07909-9.00108-2. ISBN:9780323245623.
4. 1 2  S.Lin، James؛ Julie BalchSamora (نوفمبر 2018). "Outcomes of Splinting in Pediatric Mallet Finger". The Journal of Hand Surgery. ج. 43 ع. 11: 1041.e1–1041.e9. DOI:10.1016/j.jhsa.2018.03.037. PMID:29776724.
5. ↑  Tuttle، HG؛ Olvey، SP؛ Stern، PJ (أبريل 2006). "Tendon avulsion injuries of the distal phalanx". Clinical Orthopaedics and Related Research. ج. 445: 157–68. DOI:10.1097/01.blo.0000205903.51727.62 (غير نشط 21 مارس 2020). PMID:16601414.{{استشهاد بدورية محكمة}}:  صيانة الاستشهاد: وصلة دوي غير نشطة منذ 2020 (link)
6. ↑  Harris, Peter; Nagy, Sue; Vardaxis, Nicholas (2014). Mosby's Dictionary of Medicine, Nursing and Health Professions - Australian & New Zealand Edition - eBook (بالإنجليزية). Elsevier Health Sciences. p. 1050. ISBN:9780729581387. Archived from the original on 2020-04-30.

### باللغة العربيَّة
1. ↑  يُوسف حِتّي؛ أحمَد شفيق الخَطيب (2008). قامُوس حِتّي الطِبي للجَيب. بيروت، لبنان: مكتبة لبنان ناشرون. ص. 244. ISBN:995310235X. {{استشهاد بكتاب}}: الوسيط |تاريخ الوصول بحاجة لـ |مسار= (مساعدة)
2. ↑  "ترجمة (Mallet finger) في المعجم الطبي الموحد". مكتبة لبنان ناشرون. مؤرشف من الأصل في 2020-04-30. اطلع عليه بتاريخ 2020-04-30.
3. ↑  "ترجمة (Mallet finger) في معجم مرعشي الطبي الكبير". مكتبة لبنان ناشرون. مؤرشف من الأصل في 2020-04-30. اطلع عليه بتاريخ 2020-04-30.
4. ↑  "ترجمة (Mallet finger) في القاموس". www.alqamoos.org. مؤرشف من الأصل في 2020-04-30. اطلع عليه بتاريخ 2020-04-30.
5. ↑  "ترجمة (baseball finger) في المعجم الطبي الموحد". مكتبة لبنان ناشرون. مؤرشف من الأصل في 2020-04-30. اطلع عليه بتاريخ 2020-04-30.
6. ↑  "ترجمة (baseball finger) في القاموس". www.alqamoos.org. مؤرشف من الأصل في 2020-04-30. اطلع عليه بتاريخ 2020-04-30.